# Phyllanthus acacioides
Phyllanthus acacioides là một loài thực vật có hoa trong họ Diệp hạ châu. Loài này được Urb. miêu tả khoa học đầu tiên năm 1902.